# Ilija Garašanin
Ilija Garašanin (v srbské cyrilici Илија Гарашанин; 28. ledna 1812 Garaši – 22. června 1874 Grocka), byl srbský politik, premiér, ministr vnitra, jeden z představitelů bloku ustavobranitelů a tvůrce známého srbského politického programu Načertanije.
Patřil k prvním politikům, kteří již měli připravený jasný program, kam celé Srbsko směřovat; byl stoupencem byrokratického způsobu řízení státu a také sjednocení jižních Slovanů do jednoho celku, který by se jako jediný mohl bránit případným vlivům jak z Turecka, tak Ruska nebo Rakouska. Přestože dlouhodobě prosazoval připojení těchto oblastí k Srbsku (velký zájem měl především na Bosně, která byla pod osmanskou nadvládou; turecká moc navíc v polovině 19. století značně slábla), zahraničněpolitické okolnosti ho nakonec nutily zmírnit vlastní postoje. Zastával konzervativní pozice.